# Christian Erbach
Christian Erbach (Gau-Algesheim, tra il 1568 e il 1573 – Augusta, 14 giugno 1635) è stato un compositore e organista tedesco.
Dal 1596 compose varie musiche per organo. Dapprima al servizio della famiglia Fugger, in seguito succedette a Hals Leo Haßler nell'incarico di organista cittadino e dal 1625 prese anche il posto di organista della Cattedrale di Augusta.
Accanto a musica vocale sacra, tra cui messe e mottetti, compose un gran numero di opere per organo, influenzando specialmente con le sue toccate la scuola d'organo del sud della Germania.
Tra le sue opere si possono ricordare:
- tre libri di Modi sacri ad ecclesiae catholicae usum, da quattro a dieci voci (1600-1611);
- Mele sire cantiones sacrae ad modum canzonette, da quattro a sei voci (1603);
- tre libri Modorum sacrorum tripertitorum [...], Introitus, Alleluia [...] a cinque voci (1604-1606).

Il figlio, anch'egli di nome Christian (nato nel 1603 ad Augusta e seppellito il 23 settembre 1645 ad Augusta) fu come il padre organista e compositore.